# Lancelot Ernest Dennys
Lancelot Ernest Dennys, britanski general, * 1890, † 1942.